# Canton de Denain
Le canton de Denain est une circonscription électorale française, située dans le département du Nord et la région Hauts-de-France.
À la suite du redécoupage cantonal de 2014, les limites territoriales du canton sont remaniées. Le nombre de communes du canton passe de 7 à 18.

## Histoire
Le canton de Denain a été créé en 1887 (division du canton de Bouchain).
Par décret du 17 février 2014, le nombre de cantons du département est divisé par deux, avec mise en application aux élections départementales de mars 2015. Le canton de Denain est conservé et s'agrandit. Il passe de 7 à 18 communes.

## Représentation

### Conseillers d'arrondissement (de 1887 à 1940)
| Période         | Période | Identité                    | Étiquette         | Qualité |
| --------------- | ------- | --------------------------- | ----------------- | --- |
| 1887            | 1901    | Ignace Cauvez (1853-1908)   | Républicain       | Négociant à Anzin, maire d'Abscon                                                                                             |
| 1901            | 1907    | Frédéric Minot              | POSR              | Premier adjoint au maire de Denain                                                                                            |
| 1907            | 1919    | Adolphe Paris               | SFIO              | Conseiller municipal d'Escaudain                                                                                              |
| 1919            | 1925    | Clément Fréalle (1871-1943) | SFIO puis PC-SFIC | Instituteur à Denain |
| 1925            | 1928    | Eugène Rossy                | SFIO              | Ouvrier mineur Maire d'Escaudain (1925-1944)                                                                                  |
| 9 décembre 1928 | 1931    | Casimir Joseph Dronsart     | SFIO              | Maire de Douchy-les-Mines |
| 1931            | 1937    | Justin Guiot                | SFIO              | Maire d'Hélesmes |
| 1937            | 1939    | Arthur Brunet (1897-1941)   | PC-SFIC           | Ouvrier mineur, maire de Denain (1935-1939) Révoqué en 1939, fusillé comme otage le 26 septembre 1941 à la citadelle de Lille |
| 1939            | 1940    | siège vacant                |                   | |
| 1940            |         |                             |                   | Les conseils d'arrondissement ont été suspendus par la loi du 12 octobre 1940 et n'ont jamais été réactivés                   |

### Conseillers généraux de 1887 à 2015
| Période | Période | Identité                     | Étiquette        | Qualité                                                                                    |
| ------- | ------- | ---------------------------- | ---------------- | ------------------------------------------------------------------------------------------ |
| 1887    | 1898    | Hubert Delcambre (1820-1900) | Républicain      | Brasseur et vétérinaire à Denain                                                           |
| 1898    | 1910    | Auguste-Robert Selle         | POF puis SFIO    | Pharmacien, maire de Denain (1896-1911) Député (1902-1914)                                 |
| 1910    | 1928    | Paul Remy                    | SFIO             | Employé à la mairie de Denain                                                              |
| 1928    | 1934    | Eugène Rossy                 | SFIO             | Ouvrier mineur Maire d'Escaudain (1925-1944)                                               |
| 1934    | 1940    | Gaston Douchement            | PC-SFIC puis DVG | Ouvrier mineur Premier adjoint au Maire de Douchy-les-Mines                                |
|         |         |                              |                  |                                                                                            |
| 1943    | 1945    | Eugène Rossy                 | ex-SFIO          | Ouvrier mineur Maire d'Escaudain (1925-1944) Nommé conseiller départemental en 1943        |
|         |         |                              |                  |                                                                                            |
| 1945    | 1982    | Henri Fiévez                 | PCF              | Technicien dans la métallurgie Député (1962-1973) Maire de Denain (1945-1947 et 1977-1983) |
| 1982    | 1994    | Francis Chevalier            | PCF              | Ancien galibot Maire d'Escaudain (1983-1997)                                               |
| 1994    | 2001    | Patrick Leroy                | PCF              | Directeur de cabinet Député (1997-2002) Maire de Denain (2001-2008)                        |
| 2001    | 2008    | Patrick Roy                  | PS               | Enseignant Député (2002-2011) Maire de Denain (2008-2011)                                  |
| 2008    | 2015    | Michel Lefebvre              | PCF              | Retraité Maire de Douchy-les-Mines (2001-2017)                                             |

### Conseillers départementaux depuis 2015
| Période élective | Période élective | Mandat | Mandat   | Identité                 | Nuance | Nuance | Qualité                                        |
| ---------------- | ---------------- | ------ | -------- | ------------------------ | ------ | ------ | ---------------------------------------------- |
| 2015             | 2021             | 2015   | 2021     | Michel Lefebvre          |        | PCF    | Retraité Maire de Douchy-les-Mines (2001-2017) |
| 2015             | 2021             | 2015   | 2021     | Isabelle Zawieja-Denizon |        | PCF    | Directrice d'école Maire-adjointe de Rœulx     |
| 2021             | 2028             | 2021   | en cours | Isabelle Denizon Zawieja |        | PCF    | Conseillère sortante                           |
| 2021             | 2028             | 2021   | en cours | Michel Lefebvre          |        | PCF    | Conseiller sortant                             |

### Résultats détaillés

#### Élections de mars 2015
À l'issue du 1er tour des élections départementales de 2015, deux binômes sont en ballottage : Régine Andris et Philippe Broutard (FN, 42,28 %) et Michel Lefebvre et Isabelle Zawieja-Denizon (FG, 28,45 %). Le taux de participation est de 45,89 % (20 553 votants sur 44 784 inscrits) contre 46,81 % au niveau départemental et 50,17 % au niveau national.
Au second tour, Michel Lefebvre et Isabelle Zawieja-Denizon (FG) sont élus avec 51,43 % des suffrages exprimés et un taux de participation de 46,67 % (10 030 voix pour 20 902 votants et 44 784 inscrits).

#### Élections de juin 2021
Le premier tour des élections départementales de 2021 est marqué par un très faible taux de participation (33,26 % au niveau national). Dans le canton de Denain, ce taux de participation est de 29,5 % (13 498 votants sur 45 760 inscrits) contre 30,39 % au niveau départemental. À l'issue de ce premier tour, deux binômes sont en ballottage : Régine Andris et Joshua Hochart (RN, 42,03 %) et Isabelle Denizon Zawieja et Michel Lefebvre (Union à gauche, 40,35 %).
Le second tour des élections est marqué une nouvelle fois par une abstention massive équivalente au premier tour. Les taux de participation sont de 34,36 % au niveau national, 31,01 % dans le département et 30,53 % dans le canton de Denain. Isabelle Denizon Zawieja et Michel Lefebvre (Union à gauche) sont élus avec 54,02 % des suffrages exprimés (7 121 voix pour 13 973 votants et 45 771 inscrits),,. 

## Composition

### Composition avant 2015

Situation du canton de Denain dans le département du Nord avant 2015.

Le canton de Denain regroupait sept communes.
| Nom                    | Code Insee | Codepostal | Superficie (km2) | Population (dernière pop. légale) | Densité (hab./km2) |
| ---------------------- | ---------- | ---------- | ---------------- | --------------------------------- | ------------------ |
| Denain (chef-lieu)     | 59172      | 59220      | 11,52            | 20 270 (2012)                     | 1 760              |
| Abscon                 | 59002      | 59215      | 7,27             | 4 276 (2012)                      | 588                |
| Douchy-les-Mines       | 59179      | 59282      | 9,20             | 10 737 (2012)                     | 1 167              |
| Escaudain              | 59205      | 59124      | 9,97             | 9 114 (2012)                      | 914                |
| Haveluy                | 59292      | 59255      | 4,70             | 3 089 (2012)                      | 657                |
| Hélesmes               | 59297      | 59171      | 7,36             | 1 954 (2012)                      | 265                |
| Wavrechain-sous-Denain | 59651      | 59220      | 2,37             | 1 616 (2012)                      | 682                |

### Composition depuis 2015
À la suite du redécoupage cantonal de 2014 défini par la loi du 17 mai 2013, le canton comprend désormais dix-huit communes entières.
| Nom                            | Code Insee | Intercommunalité          | Superficie (km2) | Population (dernière pop. légale) | Densité (hab./km2) | Modifier                                    |
| ------------------------------ | ---------- | ------------------------- | ---------------- | --------------------------------- | ------------------ | ------------------------------------------- |
| Denain (bureau centralisateur) | 59172      | CA de la Porte du Hainaut | 11,52            | 20 622 (2022)                     | 1 790              | modifier les données · modifier les données |
| Abscon                         | 59002      | CA de la Porte du Hainaut | 7,27             | 4 160 (2022)                      | 572                | modifier les données · modifier les données |
| Avesnes-le-Sec                 | 59038      | CA de la Porte du Hainaut | 10,39            | 1 453 (2022)                      | 140                | modifier les données · modifier les données |
| Bouchain                       | 59092      | CA de la Porte du Hainaut | 12,39            | 4 054 (2022)                      | 327                | modifier les données · modifier les données |
| Douchy-les-Mines               | 59179      | CA de la Porte du Hainaut | 9,20             | 10 112 (2022)                     | 1 099              | modifier les données · modifier les données |
| Émerchicourt                   | 59192      | CA de la Porte du Hainaut | 5,11             | 813 (2022)                        | 159                | modifier les données · modifier les données |
| Escaudain                      | 59205      | CA de la Porte du Hainaut | 9,97             | 9 060 (2022)                      | 909                | modifier les données · modifier les données |
| Hordain                        | 59313      | CA de la Porte du Hainaut | 5,66             | 1 448 (2022)                      | 256                | modifier les données · modifier les données |
| Lieu-Saint-Amand               | 59348      | CA de la Porte du Hainaut | 5,11             | 1 464 (2022)                      | 286                | modifier les données · modifier les données |
| Lourches                       | 59361      | CA de la Porte du Hainaut | 2,65             | 3 756 (2022)                      | 1 417              | modifier les données · modifier les données |
| Marquette-en-Ostrevant         | 59387      | CA de la Porte du Hainaut | 7,47             | 1 953 (2022)                      | 261                | modifier les données · modifier les données |
| Mastaing                       | 59391      | CA de la Porte du Hainaut | 5,97             | 900 (2022)                        | 151                | modifier les données · modifier les données |
| Neuville-sur-Escaut            | 59429      | CA de la Porte du Hainaut | 4,74             | 2 759 (2022)                      | 582                | modifier les données · modifier les données |
| Noyelles-sur-Selle             | 59440      | CA de la Porte du Hainaut | 5,05             | 661 (2022)                        | 131                | modifier les données · modifier les données |
| Rœulx                          | 59504      | CA de la Porte du Hainaut | 4,02             | 3 767 (2022)                      | 937                | modifier les données · modifier les données |
| Wasnes-au-Bac                  | 59645      | CA de la Porte du Hainaut | 5,19             | 596 (2022)                        | 115                | modifier les données · modifier les données |
| Wavrechain-sous-Denain         | 59651      | CA de la Porte du Hainaut | 2,37             | 1 606 (2022)                      | 678                | modifier les données · modifier les données |
| Wavrechain-sous-Faulx          | 59652      | CA de la Porte du Hainaut | 3,80             | 432 (2022)                        | 114                | modifier les données · modifier les données |
| Canton de Denain               | 5914       |                           | 117,88           | 69 616 (2022)                     | 591                | modifier les données                        |

## Démographie

### Démographie avant 2015

#### Évolutions démographiques
| 1962   | 1968   | 1975   | 1982   | 1990   | 1999   | 2006   | 2011   | 2012   |
| ------ | ------ | ------ | ------ | ------ | ------ | ------ | ------ | ------ |
| 59 169 | 60 103 | 60 080 | 54 117 | 50 511 | 50 873 | 50 421 | 50 828 | 51 056 |

#### Pyramide des âges
Comparaison des pyramides des âges du Canton de Denain et du département du Nord en 2006
| Hommes | Classe d’âge   | Femmes |
| ------ | -------------- | ------ |
| 0,2    | 90 ans et plus | 0,8    |
| 4,8    | 75 à 89 ans    | 8,7    |
| 10,4   | 60 à 74 ans    | 12,4   |
| 18,8   | 45 à 59 ans    | 18,8   |
| 20,4   | 30 à 44 ans    | 19     |
| 21,5   | 15 à 29 ans    | 20     |
| 23,9   | 0 à 14 ans     | 20,3   |

| Hommes | Classe d’âge   | Femmes |
| ------ | -------------- | ------ |
| 0,2    | 90 ans et plus | 0,8    |
| 4,3    | 75 à 89 ans    | 7,9    |
| 10,3   | 60 à 74 ans    | 11,9   |
| 19,7   | 45 à 59 ans    | 19,4   |
| 21,1   | 30 à 44 ans    | 20,1   |
| 22,6   | 15 à 29 ans    | 21     |
| 21,6   | 0 à 14 ans     | 19     |

### Démographie depuis 2015
En 2022, le canton comptait 69 616 habitants, en évolution de −0,67 % par rapport à 2016 (Nord : +0,51 %, France hors Mayotte : +2,11 %).
| 2013   | 2018   | 2022   |
| ------ | ------ | ------ |
| 70 353 | 69 916 | 69 616 |